# كاتسوهيتو ميزونو
كاتسوهيتو ميزونو (باليابانية: 水野雄仁؛ بالكانا: みずの かつひと) هو لاعب كرة قاعدة ياباني، ولد في 3 سبتمبر 1965 في أنان في اليابان.

## وصلات خارجية
- كاتسوهيتو ميزونو على موقع الدوري الياباني لكرة القاعدة (الإنجليزية)
- كاتسوهيتو ميزونو على موقعبيزبول رفرنس.كوم (الدوري الثانوي) (الإنجليزية)